# 大和屋久兵衛
大和屋 久兵衛（やまとや きゅうべえ、生没年不詳）とは江戸時代の江戸の地本問屋。

## 来歴
寛政年間から幕末にかけて江戸の山下町（山下御門外）、後に鎌倉河岸において地本問屋を営業している。歌川国芳の錦絵や桜川慈悲成作の噺本を出版している。

## 作品
- 『馬鹿大林』 噺本 桜川慈悲成作 寛政13年（享和1年、1801年）
- 歌川国芳 「人かたまって人になる」 大判 錦絵 嘉永期
- 歌川国芳 「八行女の内」